# Seznam indijskih politikov
Seznam indijskih politikov.

## A
- A. P. J. Abdul Kalam
- Lakshman Acharya
- Suvendu Adhikari
- L. K. Advani = Lal Krishna Advani (1927-)
- Fakhruddin Ali Ahmed
- B. R. Ambedkar /Bhimrao Ramdži Ambedkar
- Mohammad Hamid Ansari (1937-)
- Rajendra Arlekar
- Gurmit Singh Aulakh (1938–2017) vodja Sikhov (ZDA)

## B
- Bal Gangadhar Tilak
- Bal Thackeray
- Baldev Ram Mirdha
- Brish Ban
- Mamata Banerjee (1955-)
- Uma Bharti
- Buddhadeb Bhattacharya
- Hemvati Nandan Bahuguna
- Sunderlal Bahuguna
- Lal Bihari

## C
- Subhas Chandra Bose
- Shyama Charan Shukla
- Charu Majumdar
- Jagit Singh Chauhan (1929–2007) vodja Sihkov
- Chaudhari Kumbharam Arya
- Charan Singh
- Shivraj Singh Chauhan
- Amarsinh Chaudhary (1941-2004)

## D
- Shripat Amrit Dange
- Dasarath Deb
- Morardži Desaj (1896–1995) Morarji Desai
- Chaudhary Devi Lal
- Rabri Devi
- Jagdeep Dhankhar
- Sheila Dikshit

## E
- E.K. Nayanar

## G
- Ghulam Nabi Azad
- Arun Gandhi
- Feroze Gandhi
- Indira Gandhi
- Kasturba Gandhi (1869-1944)
- Mohandás Karamčand Gándhi
- Rahul Gandhi
- Rajiv Gandhi (1944-1991)
- Sonia Gandhi (1946)
- La. Ganesan
- Babulal Gaur
- Arun Gawli
- Giri V. V. (Venkata Varahagiri Giri) V. V. Giri
- H. D. Deve Gowda (Haradanahalli Doddegowda Deve Gowda)
- Inder Kumar Gujral (1919-2012)

## H
- Najma Heptulla
- Mohammad Hidayatullah
- Zakir Hussain

## J
- Jagdish Tytler
- Jagjivan Ram
- Arun Jaitley
- Balram Jakhar
- B. D. Jatti
- J Jayalalithaa
- Jayaprakash Narayan
- Jawaharlal Nehru (1889–1964)
- Motilal Nehru
- Jyoti Basu

## K
- Kundapur Vaman Kamath
- Prakash Karat
- Arvind Kejriwal
- Ram Nath Kovind
- Krishan Kant
- Mallikarjun Kharge (1942-)
- S. M. Krishna
- Dilip Kumar (1922–2021)
- Inder Kumar Gujral (1919–2012)
- D. Kupendra Reddy

## L
- Lal Krishna Advani
- Lal Bahadur Shastri
- Lalu Prasad Yadav
- Rejaul Karim Laskar
- Menakši Leki (Meenakshi Lekhi)

## M
- M Karunanidhi
- Mani Shankar Aiyar
- Manik Sarkar
- Manohar Gajanan Joshi (1937–2024)
- Manohar Joshi Murli Manohar Joshi (1934-)
- Manohar Parrikar
- Mayawati
- Krishna Menon
- Nathuram Mirdha
- Brajesh Chandra Mishra (1928-2012)
- Shyam Nandan Mishra (1920–2004)
- Vikram Misri (1964-)
- Narendra Modi (1950-)
- Mufti Mohammad Sayeed
- Pranab Kumar Mukherjee (1935–2020)
- Mulayam Singh Yadav
- Droupadi Murmu (r. Durgi Biranchi Tudu) (1958-)

## N
- Jagat Prakash Nadda (J. P. Nadda)
- Venkaiah Naidu
- E. M. S. Namboodiripad
- Gulzarilal Nanda (1898–1998)
- K. R. Narayanan /Kocheril Raman Narayanan
- Džavaharlal Nehru (1889–1964)
- Motilal Nehru (1861–1931)
- Vijaya Lakshmi Nehru Pandit (1900–1990)
- Natwar Singh
- Nripen Chakroborthy

## P
- Edappadi Karuppa Palaniswami
- Pt. Tarkeshwar Pandey
- Anandiben Patel
- Sardar Vallabhbhai Patel (1875–1950)
- Gopal Swarup Pathak
- Pratibha Devisingh Patil (1934-)
- R. R. Patil
- Sunderlal Patwa
- Sharad Pawar
- P. Chidambaram
- Vallabhbhai Patel (1875-1950)
- Vijaya Lakshmi Pandit (1900-1990)
- Govind Ballabh Pant
- Om Prakash Kohli
- Pranab Mukherjee
- Ganga Prasad
- Rajendra Prasad
- Pratapsinh Rane -

## R
- Sir Sarvepalli Radhakrishnan (1888–1975)
- Chakravarti Rajagopalachari
- Etela Rajender
- Jagjivan Ram
- MG Ramachandran
- Burgula Ramakrishna Rao
- Narasimha Rao (P. V. Narasimha Rao)
- Harish Rawat
- T. Nagi Reddy
- Neelam Sanjiva Reddy
- Manabendra Nath Roy (M. N. Roy)
- Rajiv Pratap Rudy
- Ram Vilas Paswan
- Ramaswamy Venkataraman
- Ravi Shankar Prasad

## S
- Bakhshish Singh Sandhu (vodja Sihkov)
- Vinayak Damodar Savarkar (1883-1966)
- Amit Shah
- Shankar Dayal Sharma (1918–1999)
- Chandra Shekhar
- Shibu Soren
- Amar Singh
- Amarinder Singh
- Arjun Singh
- Amarinder Singh
- Bhupinder Singh of Patiala
- Charan Singh
- Kalyan Singh
- Manmohan Singh (1932-2024)
- Rajnath Singh
- Vishwanath Pratap Singh
- Zail Singh
- Chandra Shekhar
- Shivraj Patil
- Somnath Chatterjee
- Muthuvel Karunanidhi Stalin
- Subhash Chandra Bose (1897-1945)
- Suresh Kalmadi (1944)
- Sushilkumar Shinde (1941)
- Harkishan Singh Surjeet

## T
- Lalji Tandon
- V. M. Tarkunde (1909-2004)
- Raj Thackeray
- N. D. Tiwari
- Kamalapati Tripathi

## V
- Venkata Varahagiri Giri
- Atal Bihari Vajpayee (1924-2018) Atal Bihari Vajpayee
- Venkaiah Naidu, BJP
- Ramaswamy Venkataraman (1910-2009)
- Vilasrao Deshmukh
- Vinay Katiyar
- Motilal Vora
- P.K. Vasudevan Nair

## Y
- Yashwant Sinha (1937)
- Ram Naresh Yadav
- Mohan Yadav
- Mulayam Singh Yadav
- Akhilesh Yadav
- Sitaram Yechury